# 叶蜡石
叶蜡石（英語：Pyrophyllite），是种重要的非金属矿物原料。工业用途广泛，如耐火材料、陶瓷、电瓷、坩埚、玻璃纤维、橡胶、造纸、颜料、製药、製糖、化妆品、塑料制品的辅助材料。
少部分材质好的叶蜡石在中国作为篆刻的石料。中国著名四大印石矿是：寿山石、青田石、巴林石、昌化石。